# تيم كيلر
تيم كيلر (بالإنجليزية: Timothy M. Keller)‏ هو سياسي أمريكي، ولد في 22 نوفمبر 1977 في ألباكركي في الولايات المتحدة. حزبياً، نشط في الحزب الديمقراطي. وقد انتخب عضو مجلس ولاية نيومكسيكو.

## وصلات خارجية
- الموقع الرسمي